# Hologerrhum
Hologerrhum este un gen de șerpi din familia Colubridae.

Cladograma conform Catalogue of Life:
| Hologerrhum | \| \| Hologerrhum dermali \| \| \| \| \| \| Hologerrhum philippinum \| \| \| \| |
|             | \| \| Hologerrhum dermali \| \| \| \| \| \| Hologerrhum philippinum \| \| \| \| |
|             | Hologerrhum dermali                                                             |
|             |                                                                                 |
|             | Hologerrhum philippinum                                                         |
|             |                                                                                 |